# Opistophthalmus gigas
Espèce
Opistophthalmus gigas est une espèce de scorpions de la famille des Scorpionidae.

## Distribution
Cette espèce se rencontre en Afrique du Sud au Cap-du-Nord et en Namibie au ǁKaras.

## Description
La femelle holotype mesure 135 mm.

## Publication originale
- Purcell, 1898 : Descriptions of new South African scorpions in the collection of the South African Museum. Annals of the South African Museum, vol. 1, p. 1–32 (texte intégral).